# لانس زينو
لانس زينو (بالإنجليزية: Lance Zeno)‏ هو لاعب كرة قدم أمريكية أمريكي، ولد في 15 أبريل 1967 في لوس أنجلوس في الولايات المتحدة.

## وصلات خارجية
- لانس زينو على موقع مرجع كرة القدم المحترفة.كوم (الإنجليزية)